# Emilio Taruffi
Emilio Taruffi  (* 1633 in Bologna; † 17. Juni 1696) war ein italienischer Barockmaler.

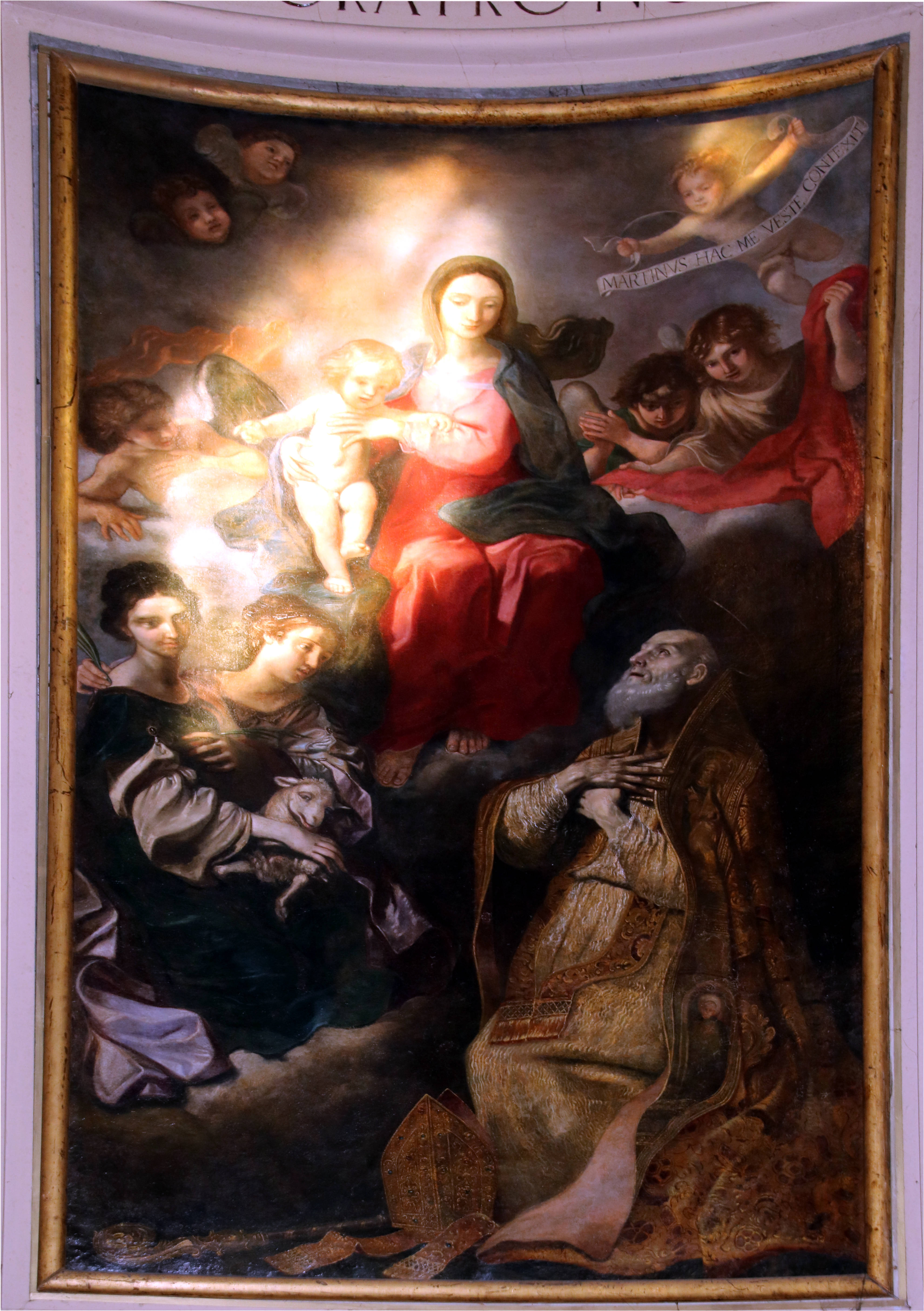
Maria mit Kind und die Hl. Martin, Agnes und Christina

## Leben
Emilio Taruffi war Schüler von Francesco Albani und dann Mitarbeiter von dessen Schüler Carlo Cignani. Er war in Bologna und Rom tätig. Zu seinen Schülern gehören Angela Teresa Muratori und Maria Elena Panzacchi.

## Werke (Auswahl)
- 1658–1660 mit Carlo Cignani: Fresken in der Sala Farnese des Palazzo publico in Bologna
- 1662–1665 Fresko: Ankunft der Reliquien des Hl. Andreas in Ancona, Rom, S. Andrea della Valle, Rom
- 1665 Maria mit Kind und die Heiligen Martin, Agnes und Christina, Casalecchio di Reno, San Marino
- 1667 Maria mit Kind erscheint dem Hl. Bruno Auckland Art Gallery
- 1674 Hl. Johannes Abt und Hl. Maurus, Parma, S. Giovanni Evangelista
- 1682 Maria erscheint dem Hl. Petrus Coelestinus, S. Giovanni Battista dei Celestini, Bologna
- 1682 Anbetung der Hirten, Urbino, Dom, Krypta, Capella della Natività
- Hl. Laurentius, Ravenna, Santa Maria in Porto